# Gondioc
Gondioc (també Gundioc, Gundowech o Condioc; mort 473?) fou un rei dels burgundis, successor del seu pare Gondicari al que va estar associat vers 435-436. Segons Gregori de Tours era de la família del rei got Atanaric.
A la mort del pare va dirigir al seu poble cap a Sabaudia ( Savoia) on es van instal·lar com a federats a la regió de Ginebra entre el 443 i el 447. L'emperador Majorià els va expulsar de la regió de Lió el 458, però després Gundioc fou magister militum sota l'emperador Libi Sever (461-465). Va associar als seus germans Khilperic i Gondió. Hauria mort vers el 463.
Es va casar amb la germana del patrici Ricimer i va tenir quatre fills que l'haurien succeït de manera conjunta: Gundebald, Godegisil, Khilperic II i Gundemar I. Hi ha opinions divergents sobre si aquestos fills van governar associats a Khilperic I de Burgúndia, o aquest va governar sol fins a la seva mort i només a després van governar els fills que van sobreviure a la lluita entre ells.